# Paul Mayet

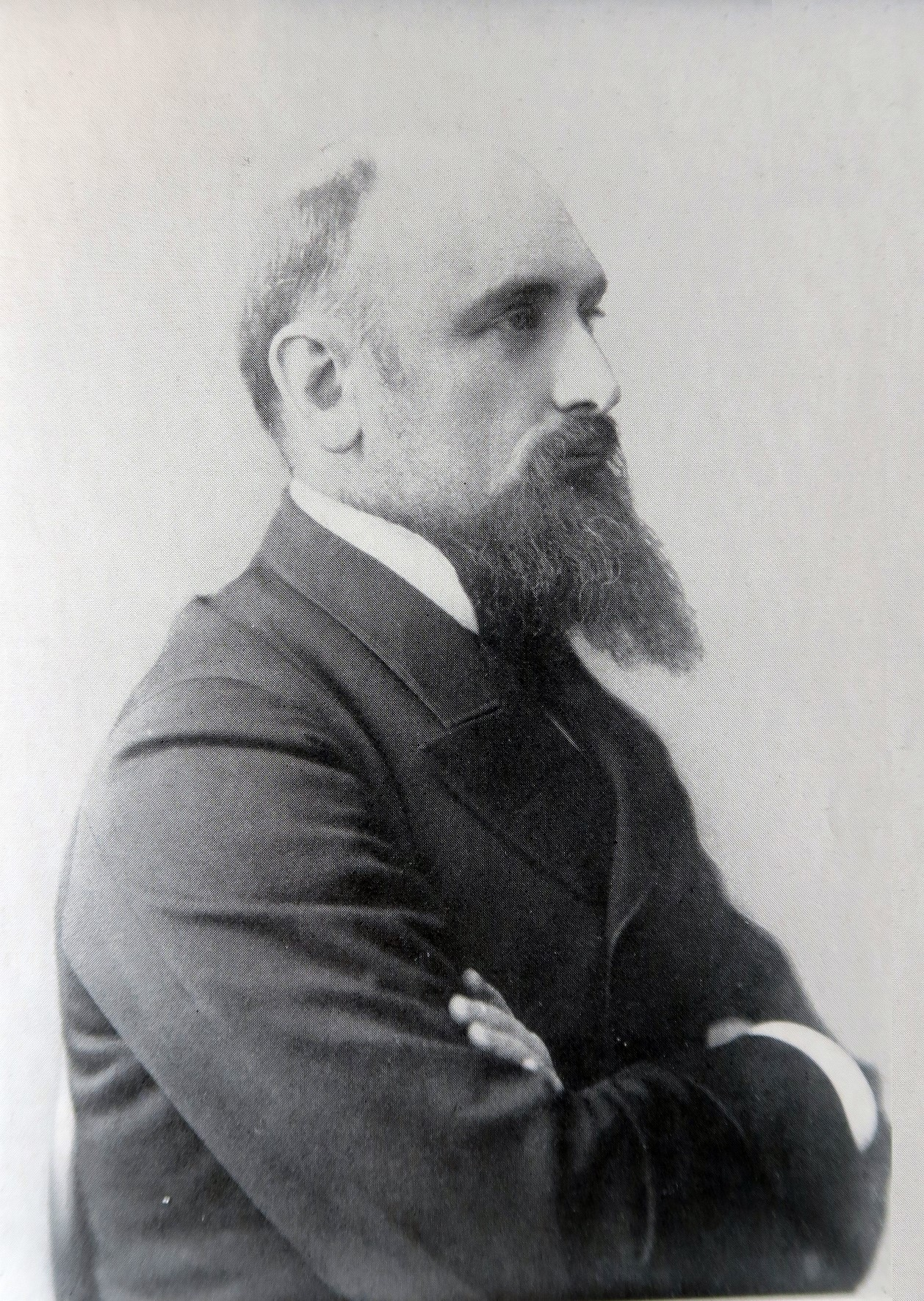
Paul Mayet

Paul Mayet (geboren 11. Mai 1846 in Berlin; gestorben 9. Januar 1920) war ein deutscher Finanz- und Sozialexperte. Er war ein vielseitig gebildeter Wissenschaftler, der einerseits durch sein Wirken als Finanzberater in Japan in den Jahren von 1876 bis 1893 bekannt ist, andererseits durch sein Engagement in der deutschen Gesetzgebung zum Mutterschutz.

## Leben und Werk
Paul Mayet wurde als Sohn des Geheimen Rechnungsrats Louis Mayet (1808–1873) geboren, der aus einer Hugenottenfamilie stammte. Sein Urgroßvater mütterlicherseits war der Geheime Kriegsrat Johann Gottlob Friedrich Zenker.
Er studierte von 1865 bis 1866 in Lausanne, danach zwei Semester in Berlin und darauf fünf Semester in Leipzig Naturwissenschaften, Psychologie und Nationalökonomie mit dem Ziel einer akademischen Laufbahn. Aus gesundheitlichen Gründen gab er das Studium auf und betätigte sich bis 1873 praktisch in der Zellstofffabrikation.

### Japan
Durch Zufall wurde Mayet auf der Wiener Weltausstellung 1873 auf Japan aufmerksam und begann mit dem Studium des Landes. Von Franz von Holtzendorff empfohlen, legte er bald darauf dem japanischen Gesandten Aoki eine Abhandlung über die Einführung des Sparkassenwesens in Japan vor. Um Mayet die Möglichkeit zu geben, die wirtschaftlichen Verhältnisse in Japan aus eigener Anschauung kennenzulernen, bot Aoki ihm eine gerade offenen Stelle als Lehrbeauftragter für Deutsch und Latein an der medizinischen Akademie an, die bald darauf als Medizinische Fakultät der neugegründeten Universität zugeordnet wurde. Aoki gab ihm auch eine Empfehlung an einen der wichtigsten Staatsmänner Japans, Kido mit. Über den Beginn seiner Tätigkeit in Japan notierte Mayet:
- „Im Januar 1876 traf ich in Japan ein, trat mein Lehramt an und wurde bereits im Sommer des Jahres von Kido mit der Erstattung eines Gutachtens über die Ablösung der erblichen Familienpensionen des hohen und niederen Adels betraut. Ich hatte das Glück, maßgebenden Einfluss auf dieses Gesetz, welches mir schon in Berlin von dem Gesandten als das augenblicklich für Japan wichtigste bezeichnet worden war, zu üben. Die Großartigkeit der Maßregel erhellt schon aus den Zahlen: Es waren 4 000 000 Koku ewiger Reisernte (= jährlich ca. 7 200 000 hl Reis), zahlbar an fast 400 000 Adelsfamilien mit Kapital (in der endgültigen Feststellung ca. 75 000 000 Yen, nach damaligem Kurse ca. 700 000 000 M.) in Form von tilgbaren Staatobligationen abzulösen.“

und am Ende:
- „Gleich nach der Anfang Juni 1893 erfolgten Veröffentlichung meines Buches „Der Verfall des japanischen Bauernstandes“ verließ ich (am 17. Juni d. J.) Japan, um nach Deutschland zurückzukehren.“

### Zurück in Deutschland
Aufgrund seiner Arbeit über landwirtschaftliche Versicherungen in Japan, in der er zahlreiche Vorschläge zur Besserung der Lage der Reisbauern formulierte, erhielt er 1889 den Grad eines Dr. rer. pol. der Universität Tübingen und 1890 den Titel eines preußischen Professors. In Japan selbst fand diese fundamentale Arbeit zunächst keine praktische Resonanz bis in die 1940er Jahre. 1893 kehrte Mayet nach Deutschland zurück und wurde 1894 als wissenschaftlicher Mitarbeiter im Kaiserlichen Statistischen Amt Referent für Krankenkassenstatistik. Dort trat vor allem mit seiner Arbeit an der bedeutendsten Morbiditäts- und Mortalitätsstatistik des Deutschen Reichs (aufgrund von Unterlagen der Leipziger Ortskrankenkasse) hervor.
Ehrenamtlich engagierte sich Mayet für die Einführung des Mutterschutzes und war Mitbegründer (1905) und 1. Vorsitzender der „Gesellschaft für soziale Medizin, Hygiene und Medizinalstatistik“ in Berlin. Wenige Wochen vor seinem Tode erschien seine letzte Schrift „Uneheliche Mütter, ihre Not und Rettung“, in welcher er mit der ihm eigenen Wärme für die Errichtung von Nähr- und Stillstuben für Schwangere und Wöchnerinnen eintrat, einer Idee, der er nicht nur jahrelange Arbeit widmete, sondern auch große finanzielle Beihilfe leistete.